# Peter Kemp
Peter Anderson Kemp (Galashiels, 8 aprile 1877 – Northampton, 9 giugno 1965) è stato un nuotatore e pallanuotista britannico.

## Carriera
Partecipò alle gare di nuoto e di pallanuoto della II Olimpiade di Parigi del 1900 e vinse due medaglie di cui una d'oro nella pallanuoto maschile, con la squadra degli Osborne Swimming Club di Manchester, battando in finale la squadra del Brussels Swimming and Water Polo Club per 7-2.
La seconda medaglia fu di bronzo, conquistata nei 200 m ostacoli, nuotando in 2'47"4. Prese parte inoltre alla gara dei 200 metri stile libero, dove arrivò secondo in semifinale, in 2'51"0, tempo che non gli consentì di partecipare alla finale.

## Palmarès

### Pallanuoto
- Oro ai Giochi olimpici di Parigi 1900

### Nuoto
- Oro ai Giochi olimpici di Parigi 1900 ai 200 metri ostacoli